# 比霍爾縣
比霍爾縣是羅馬尼亞西北部的一個縣。西鄰匈牙利。面積7,544平方公里，2002年時人口為600,223，其中48.6%的人口居住在城鎮。首府奧拉迪亞。
下設4市、6镇、90鄉。